# Carpomya
Espèce
Synonymes
- Carpomya Costa, 1854[1]
- Carpomyia Rondani, 1870[1]
- Gonioglossum Hendel, 1914[1]
- Gonyglossum Bezzi, 1910[1]
- Gonyglossum Efflatoun, 1924[1]
- Myiopardalis Bezzi, 1910[1]

Carpomya est un genre d'insectes diptères de la famille des Tephritidae. Ces espèces sont des phytoparasites dont les larves se développent dans les fruits des Rosiers, des Jujubiers et des Curcubitacées. Ce genre est holarctique, Nord-Est afrotropical et Ouest Indomalais et seule Carpomya schineri est présente dans les pays francophones européens.

## Caractéristiques morphologiques
Comme toutes les Tephritidae, les espèces du genre Carpomya présentent une aile à la nervure sous-costale (Sc) se terminant à 90° sur la costale. Elles partagent avec la sous-famille des Tephritinae des ailes largement tachées de bandes sombres transverses.
Ce genre est caractérisé par une tête ovale vue de profil. De face, son espace interoculaire est plan, moins large que l’œil. Au dessus de ce dernier, deux soies sont plus ou moins développées ainsi que trois ou quatre soies en dessous. Les joues (genae) sont moitié moins larges que le troisième article antennaire et le premier article de l'antenne, le péristome, est trois fois plus large que les joues. L'occiput est gonflé dans sa partie inférieure. Les antennes sont étroites et le troisième article présente un chète pratiquement nu. L'aile courte et large présente nervure cubitale transverse (z) prolongée sur A1 et une troisième nervure longitudinale nue ou avec une soie sur le nœud basal. Aussi, la petite nervure transverse est placée au niveau de l'apex de la nervure R4. Quant au cuilleron thoracique, il est proéminent et saillant.

## Liste des espèces
Selon Fauna Europaea, GBIF et Norrbom (1997) :
- Carpomya incompleta (Becker, 1903) - larves sur Ziziphus spp. - Italie, Moyen Orient, Égypte, Soudan, Éthiopie
- Carpomya pardalina' (Bigot, 1891), également connue sous le nom Myiopardalis pardalina (Bigot, 1891) - larves sur Curcubitacées - Caucase, Turquie, Chypre et de l'Égypte à l'Ouest de l'Inde.
- Carpomya schineri (Loew, 1856) - larves sur Rosa spp. - Europe de l'Ouest, centrale et de l'Est jusqu’au Kazakhstan et Israël.
- Carpomya tica Norrbom, 1997 - hôte de la larve inconnu - Costa Rica.
- Carpomya vesuviana A. Costa, 1854 - larves sur Ziziphus spp. - Italie, Croatie, Bosnie, Bulgarie, Chypre, Grèce, Caucase, Asie centrale, Pakistan, Inde, Thaïlande.
- Carpomya zizyphae Agarwal & Kapoor, 1985 - larves sur Ziziphus spp. - Inde[5]
- Carpoyma wiedemanni (Meigen, 1826) également connue sous le nom Goniglossum wiedemanni (Meigen, 1826) - larves sur Cucurbitacées - Europe, Israël.